# Kalevi Lehtovirta
Kalevi Valdemar Lehtovirta (20 de fevereiro de 1928 - 10 de janeiro de 2016) foi um futebolista finlandês que competiu nos Jogos Olímpicos de Verão de 1952.